# Winkl (Eurasburg)
Winkl ist ein Gemeindeteil von Eurasburg im oberbayerischen Landkreis Bad Tölz-Wolfratshausen. Die Einöde liegt circa drei Kilometer südlich von Beuerberg und ist über die Staatsstraße 2370 zu erreichen.

## Baudenkmäler
Siehe auch: Liste der Baudenkmäler in Winkl
- Hofkapelle, erbaut 1890